# NGC 157

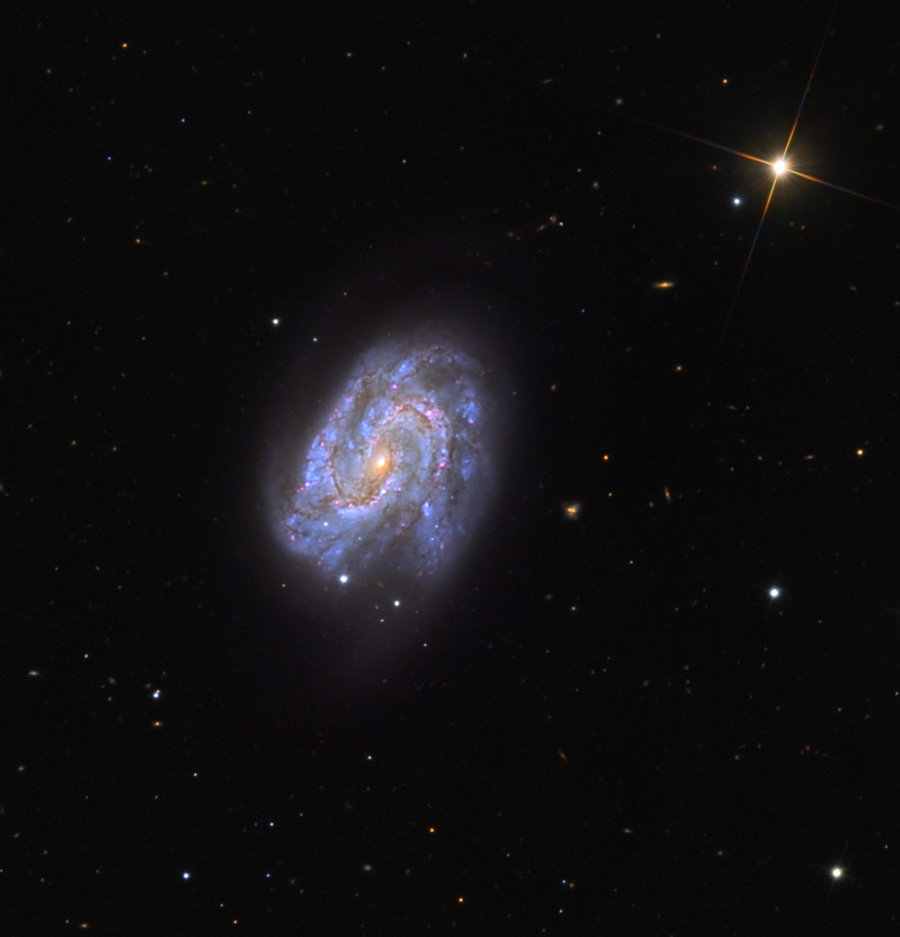
NGC 157 từ Mount Lemmon SkyCenter sử dụng Kính thiên văn Schulman 0,8m

NGC 157 là một thiên hà xoắn ốc trong chòm sao Kình Ngư. Người biên soạn của Danh mục tổng quát mới, John Louis Emil Dreyer lưu ý rằng NGC 157 là "khá sáng, lớn, mở rộng, giữa 2 ngôi sao sáng đáng kể". Nó được phát hiện vào ngày 13 tháng 12 năm 1783 bởi William Herschel